# Mount Sneffels
Mount Sneffels je třetí nejvyšší hora pohoří San Juan Mountains ležící v jižní části Skalnatých hor. Mount Sneffels se nachází na jihozápadě Colorada, v Ouray County, ve Spojených státech amerických.
Je osmnáctým nejvyšším vrcholem Colorada a třicátou sedmou nejvyšší horou Spojených států. Hora je známá pro svůj výrazný štít převyšující okolí. Je pojmenovaná podle západoislandského stratovulkánu Snæfellsjökull.